# 山元町 (横浜市)
山元町（やまもとちょう）は、神奈川県横浜市中区の町名。現行行政地名は山元町1丁目から山元町5丁目（字丁目）で、住居表示は未実施。面積は0.181km²。

## 地理
中区西部の、丘陵のふもとの谷戸と呼ばれる地形に位置し、横浜駅根岸道路に沿った南北に長い弧状の町域をもつ。北東は山手町、東は柏葉・西竹之丸・仲尾台、南は根岸台、西は簑沢・大芝台・大平町および南区唐沢に接する。

## 歴史
古くは久良岐郡根岸村の一部で、1873年（明治6年）に、通り沿いの家屋が集まっていた地域に山元町が新設された。この時に、字丁目1～2丁目が設けられた。町名は「山の麓」を意味すると考えられる。1889年（明治22年）に横浜市山元町となり、1927年（昭和2年）に横浜市中区の町名となる。1919年（大正8年）と1933年（昭和8年）に根岸町の一部を編入し、1933年の町名町境整理の際には字丁目1～5丁目に改められた。

## 世帯数と人口
2025年（令和7年）6月30日現在（横浜市発表）の世帯数と人口は以下の通りである。
| 町丁        | 世帯数    | 人口    |
| ----------- | --------- | ------- |
| 山元町1丁目 | 382世帯   | 633人   |
| 山元町2丁目 | 451世帯   | 742人   |
| 山元町3丁目 | 162世帯   | 276人   |
| 山元町4丁目 | 369世帯   | 654人   |
| 山元町5丁目 | 638世帯   | 1,394人 |
| 計          | 2,002世帯 | 3,699人 |

### 人口の変遷
国勢調査による人口の推移。
| 年                 | 人口  |
| ------------------ | ----- |
| 1995年（平成7年）  | 3,599 |
| 2000年（平成12年） | 3,559 |
| 2005年（平成17年） | 4,014 |
| 2010年（平成22年） | 3,719 |
| 2015年（平成27年） | 3,628 |
| 2020年（令和2年）  | 3,619 |

### 世帯数の変遷
国勢調査による世帯数の推移。
| 年                 | 世帯数 |
| ------------------ | ------ |
| 1995年（平成7年）  | 1,580  |
| 2000年（平成12年） | 1,481  |
| 2005年（平成17年） | 1,676  |
| 2010年（平成22年） | 1,606  |
| 2015年（平成27年） | 1,628  |
| 2020年（令和2年）  | 1,759  |

## 学区
市立小・中学校に通う場合、学区は以下の通りとなる（2024年11月時点）。
| 丁目        | 番地                      | 小学校             | 中学校               |
| ----------- | ------------------------- | ------------------ | -------------------- |
| 山元町1丁目 | 全域                      | 横浜市立山元小学校 | 横浜市立平楽中学校   |
| 山元町2丁目 | 全域                      | 横浜市立山元小学校 | 横浜市立平楽中学校   |
| 山元町3丁目 | 133〜134番地 136〜165番地 | 横浜市立山元小学校 | 横浜市立平楽中学校   |
| 山元町3丁目 | 125〜132番地 135番地      | 横浜市立山元小学校 | 横浜市立仲尾台中学校 |
| 山元町4丁目 | 166〜168番地 170〜172番地 | 横浜市立山元小学校 | 横浜市立仲尾台中学校 |
| 山元町4丁目 | 169番地 173〜196番地      | 横浜市立山元小学校 | 横浜市立平楽中学校   |
| 山元町5丁目 | 197〜217番地              | 横浜市立山元小学校 | 横浜市立仲尾台中学校 |
| 山元町5丁目 | 218〜228番地              | 横浜市立立野小学校 | 横浜市立仲尾台中学校 |

## 事業所
2021年現在の経済センサス調査による事業所数と従業員数は以下の通りである。
| 丁目        | 事業所数  | 従業員数 |
| ----------- | --------- | -------- |
| 山元町1丁目 | 17事業所  | 44人     |
| 山元町2丁目 | 41事業所  | 198人    |
| 山元町3丁目 | 23事業所  | 140人    |
| 山元町4丁目 | 18事業所  | 219人    |
| 山元町5丁目 | 8事業所   | 38人     |
| 計          | 107事業所 | 639人    |

### 事業者数の変遷
経済センサスによる事業所数の推移。
| 年                 | 事業者数 |
| ------------------ | -------- |
| 2016年（平成28年） | 127      |
| 2021年（令和3年）  | 107      |

### 従業員数の変遷
経済センサスによる従業員数の推移。
| 年                 | 従業員数 |
| ------------------ | -------- |
| 2016年（平成28年） | 641      |
| 2021年（令和3年）  | 639      |

## 施設
1丁目から2丁目にかけては横浜駅根岸道路沿いに日用品を扱う商店街が形成され、2丁目に横浜山元郵便局、3丁目に横浜市立山元小学校、5丁目には消防出張所がある。

## 交通
町内を南北方向に横浜駅根岸道路が通り、1丁目には麦田町方面に通じる柏葉通りが東西に走る。かつては長者町方面から横浜市電が乗り入れ、打越橋下の坂を上がった先の、現在の山元町バス停付近に終点の山元町停留所があった。市電は昭和40年代に廃止され、現在は横浜駅から伊勢佐木長者町駅前を経由し根岸台方面、桜木町駅から元町や麦田町を経由し根岸駅・市電保存館に至る横浜市営バス、桜木町駅から伊勢佐木長者町駅前・麦田町を経由しみなと赤十字病院、本牧方面を結ぶフジエクスプレスの路線バスが運行されている。

## その他

### 日本郵便
- 郵便番号：231-0851[3]（集配局：横浜港郵便局[18]）

### 警察
町内の警察の管轄区域は以下の通りである。
| 丁目        | 番・番地等 | 警察署     | 交番・駐在所 |
| ----------- | ---------- | ---------- | ------------ |
| 山元町1丁目 | 全域       | 山手警察署 | 山元町交番   |
| 山元町2丁目 | 全域       | 山手警察署 | 山元町交番   |
| 山元町3丁目 | 全域       | 山手警察署 | 山元町交番   |
| 山元町4丁目 | 全域       | 山手警察署 | 山元町交番   |
| 山元町5丁目 | 全域       | 山手警察署 | 山元町交番   |